# Vancouver Whitecaps FC 2022
Questa voce raccoglie le informazioni riguardanti il Vancouver Whitecaps nelle competizioni ufficiali della stagione 2022.

## Rosa
Aggiornata al 15 maggio 2022.
| N. |                          | Ruolo | Calciatore          |
| -- | ------------------------ | ----- | ------------------- |
| 1  | Canada (bandiera)        | P     | Thomas Hasal        |
| 2  | Canada (bandiera)        | D     | Marcus Godinho      |
| 3  | Canada (bandiera)        | D     | Cristián Gutiérrez  |
| 4  | Serbia (bandiera)        | D     | Ranko Veselinović   |
| 6  | Stati Uniti (bandiera)   | D     | Tristan Blackmon    |
| 7  | Colombia (bandiera)      | A     | Déiber Caicedo      |
| 8  | Brasile (bandiera)       | C     | Caio Alexandre      |
| 9  | Canada (bandiera)        | A     | Lucas Cavallini     |
| 11 | Colombia (bandiera)      | A     | Cristian Dájome     |
| 14 | Portogallo (bandiera)    | D     | Luís Martins        |
| 15 | Guinea-Bissau (bandiera) | C     | Janio Bikel         |
| 16 | Stati Uniti (bandiera)   | C     | Sebastian Berhalter |
| 17 | Ghana (bandiera)         | C     | Leonard Owusu       |
| 18 | Austria (bandiera)       | C     | Alessandro Schöpf   |
| 20 | Paraguay (bandiera)      | C     | Adrián Cubas        |

| N. |                        | Ruolo | Calciatore        |
| -- | ---------------------- | ----- | ----------------- |
| 23 | Giamaica (bandiera)    | D     | Javain Brown      |
| 24 | Stati Uniti (bandiera) | A     | Brian White       |
| 25 | Scozia (bandiera)      | C     | Ryan Gauld        |
| 26 | Germania (bandiera)    | D     | Florian Jungwirth |
| 27 | Canada (bandiera)      | A     | Ryan Raposo       |
| 28 | Stati Uniti (bandiera) | D     | Jake Nerwinski    |
| 29 | Stati Uniti (bandiera) | A     | Simon Becher      |
| 31 | Canada (bandiera)      | C     | Russell Teibert   |
| 32 | Germania (bandiera)    | C     | Julian Gressel    |
| 33 | Canada (bandiera)      | C     | Michael Baldisimo |
| 45 | Ecuador (bandiera)     | C     | Pedro Vite        |
| 55 | Stati Uniti (bandiera) | P     | Cody Cropper      |
| 60 | Canada (bandiera)      | P     | Isaac Boehmer     |
| 61 | Canada (bandiera)      | D     | Matteo Campagna   |
| 87 | Canada (bandiera)      | A     | Tosaint Ricketts  |